# Bochov
Bochov (in tedesco Buchau) è una città della Repubblica Ceca facente parte del distretto di Karlovy Vary, nella regione omonima.